# Cale Makar
Cale Douglas Makar (* 30. října 1998, Calgary, Alberta) je kanadský hokejový obránce hrající za tým Colorado Avalanche v NHL.

## Prvenství
- Debut v NHL – 15. dubna 2019 (Colorado Avalanche proti Calgary Flames)
- První gól v NHL – 15. dubna 2019 (Colorado Avalanche proti Calgary Flames, kanadskému brankáři Mike Smith)
- První asistence v NHL – 19. dubna 2019 (Calgary Flames proti Colorado Avalanche)
- První hattrick v NHL – 6. března 2024 (Colorado Avalanche proti Detroit Red Wings)

## Klubové statistiky
| Sezóna      | Klub               | Soutěž      |     | Základní část | Základní část | Základní část | Základní část | Základní část |    | Play off | Play off | Play off | Play off | Play off |
| Sezóna      | Klub               | Soutěž      | Z   | G             | A             | B             | TM            | Z             | G  | A        | B        | TM       |          |          |
| 2017/18     | UMass-Amherst      | HE          | 34  | 5             | 16            | 21            | 20            | —             | —  | —        | —        | —        |          |          |
| 2018/19     | UMass-Amherst      | HE          | 41  | 16            | 33            | 49            | 31            | —             | —  | —        | —        | —        |          |          |
| 2018/19     | Colorado Avalanche | NHL         | —   | —             | —             | —             | —             | 10            | 1  | 5        | 6        | 0        |          |          |
| 2019/20     | Colorado Avalanche | NHL         | 57  | 12            | 38            | 50            | 12            | 15            | 4  | 11       | 15       | 0        |          |          |
| 2020/21     | Colorado Avalanche | NHL         | 44  | 8             | 36            | 44            | 12            | 10            | 2  | 8        | 10       | 2        |          |          |
| 2021/22     | Colorado Avalanche | NHL         | 77  | 28            | 58            | 86            | 26            | 20            | 8  | 21       | 29       | 10       |          |          |
| 2022/23     | Colorado Avalanche | NHL         | 60  | 17            | 49            | 66            | 30            | 6             | 1  | 4        | 5        | 6        |          |          |
| 2023/24     | Colorado Avalanche | NHL         | 77  | 21            | 69            | 90            | 16            | 11            | 5  | 10       | 15       | 0        |          |          |
| 2024/25     | Colorado Avalanche | NHL         | 80  | 30            | 62            | 92            | 14            | 7             | 1  | 4        | 5        | 2        |          |          |
| NHL celkově | NHL celkově        | NHL celkově | 395 | 116           | 312           | 428           | 110           | 79            | 22 | 63       | 85       | 20       |          |          |

## Reprezentace
| Rok                       | Tým                       | Soutěž                    | Z  | G | A | B  | TM |
| ------------------------- | ------------------------- | ------------------------- | -- | - | - | -- | -- |
| 2015                      | Kanada Západ              | WJAC                      | 4  | 1 | 0 | 1  | 0  |
| 2015                      | Kanada Západ              | WJAC                      | 4  | 4 | 4 | 8  | 0  |
| 2018                      | Kanada20                  | MS-20                     | 7  | 3 | 5 | 8  | 0  |
| Juniorská kariéra celkově | Juniorská kariéra celkově | Juniorská kariéra celkově | 15 | 8 | 9 | 17 | 0  |